# جون كينيدي (عسكري أمريكي)
جون كينيدي (بالإنجليزية: John Kennedy)‏ هو عسكري أمريكي، ولد في 14 مايو 1834 في Cavan ‏ في جمهورية أيرلندا، وتوفي في 28 سبتمبر 1910 في لوريل في الولايات المتحدة.